# Harrer Ferenc
Harrer Ferenc (Budapest, 1874. június 2. – Budapest, 1969. november 21.) magyar várospolitikus, külügyminiszter, jogász és szakíró. 1949 és 1969 között ő volt az Országgyűlés korelnöke.

## Élete
Édesapja Harrer Pál, Óbuda polgármestere volt. Állam- és jogtudományi doktorátust szerzett 1896-ban, ezt követően lépett a főváros szolgálatába. A székesfőváros tanácsjegyzője lett, majd 1911-ben tanácsnokká választották, és a városépítési ügyosztály vezetője lett. Már az első világháború előtt is foglalkozott a városi közigazgatás jogi hátterével, tanulmányokat írt, Nagy-Budapest koncepciójának első kidolgozója volt, 1912-ben magántanári habilitációt is szerzett, 1914-től a József Műegyetemen községi politikát adott elő. A Városi Szemle alapító szerkesztője volt 1908–1918 között. A Magyar Városok Országos Kongresszusát megszervezte, majd azt főtitkárként, később ügyvezető elnökként vezette.
1917-ben a leégett Gyöngyös város újjáépítésének kormánybiztosa lett, e tisztségét két évig viselte. 1918-ban Budapest alpolgármesterévé választották. 1918. október 25-étől a Magyar Nemzeti Tanács tagja volt. Károlyi Mihály 1918. november 11. – december 2. között bécsi követté nevezte ki.
Polgári demokrata politikusként 1918 decemberében előbb pár napig a külügyminisztérium megszervezésével és vezetésével megbízott külügyminiszter, majd külügyminiszter-helyettes, 1919. január 24. – március 21. között a Berinkey-kormány ideiglenes külügyminisztere lett.
1919 augusztusában rövid ideig Budapest polgármesteri teendőivel is megbízták, de pár nap elteltével nyugdíjazását kérte. 1925-től vett részt újra a közéletben, a budapesti törvényhatósági bizottság tagjává választották demokrata párti programmal. 1925-től 1942-ig a Fővárosi Közmunkák Tanácsának tagja volt, közben 1934 és 1943 között Budapest képviseletében az országgyűlés felsőházi képviselője is.
1945-től újra aktív lett a közéletben, címzetes egyetemi tanári munkája mellett ismét tagja volt a Fővárosi Közmunkák Tanácsának, a fővárosi törvényhatósági bizottságának és az Országos Építésügyi Tanácsnak, majd 1946-tól a jogi reformbizottságnak is. 1947-ben a két évvel korábban Halász Aladárral közösen újraalapított Polgári Radikális Párt elnöke lett.
1949-től haláláig, 1969-ig tagja volt az országgyűlésnek, mindvégig annak korelnökeként. Itt jogi, államigazgatási és igazságügyi bizottságokban töltött be vezető szerepet. 1954-től a Hazafias Népfront Országos Tanácsának alelnöke és a budapesti népfrontbizottság elnöke volt. Munkássága elismeréseként 1968-ban Budapestért díjat kapott és Gyöngyösön utca viseli a nevét.

## Családja
1899. április 29-én kötött házasságot Budapest II. kerületében, mint római katolikus vallású székesfővárosi fogalmazó, Budapest I. kerület, Országház utca 11. alatti lakos, felesége a szintén római katolikus vallású Wohlrab Flóra Ludovika Julianna Mária lett, aki 1879. január 18-án született Budapest II. kerületében, a Vízivárosban dr. Wohlrab Flóris és Opré Paula lányaként.